# Lechstaustufe 18 – Kaufering
Die Lechstaustufe 18 – Kaufering ist eine Staustufe des Lechs zwischen Landsberg am Lech und Augsburg und liegt am Flusskilometer 76,9 auf dem Gebiet der Marktgemeinde Kaufering im Landkreis Landsberg am Lech.

## Technik
Betreiber des Laufwasserkraftwerkes ist die Uniper Kraftwerke, die erzeugte Leistung beträgt 16,7 MW bei einer Fallhöhe von 13,3 m mithilfe von drei Kaplan-Turbinen.
Das Kraftwerk ist seit 1975 in Betrieb und wird in der Kraftwerksliste der Bundesnetzagentur als BNA1169 geführt.
Der erzeugte Strom wird von einer Schaltanlage vor Ort in das Netz der Bayernwerk AG eingespeist.
Der Ausbaudurchfluss des Kraftwerkes beträgt 142,5 m³/s, das Regelarbeitsvermögen 80.040 MWh pro Jahr.
Im Jahr 2015 wurde schließlich für 2,2 Millionen Euro eine Fischtreppe errichtet.
Siehe auch: Liste von Wasserkraftwerken in Deutschland

## Stausee
Der sich südlich anschließende Stausee ist etwa 2,4 km lang und 0,6 km breit, er umfasst circa 75 ha. Östlich befindet sich die hier etwa 30 m hohe Lechleite, westlich erstreckt sich das Lechfeld. Am südlichen Ende des Stausee befindet sich der Markt Kaufering.
Der See wird auch zur Naherholung und von einem Angelverein genutzt.
Südlich des Stausees befindet sich bis zur Lechstaustufe 15 – Landsberg eine der wenigen einigermaßen freien Fließstrecken des Lechs.